# 이기현 (1996년)
이기현(1996년 3월 5일 ~ )은 대한민국의 축구 선수이다. 포지션은 왼쪽 풀백이다.